# Halloween (Band)
Halloween ist eine US-amerikanische Heavy-Metal-Band aus Detroit.

## Geschichte
Halloween gründeten sich 1981 als Bitch und erlangten in ihrer Heimatstadt Detroit in der Clubszene rasch Popularität. An Halloween 1984 beschloss man sich in Halloween umzutaufen und gab sich den Beinamen „Heavy Metal Horror Show“. Passend zu Namen und Beinamen verkleidete sich die Band für jede Show. 1985 erschien das Debütalbum Don’t Metal with evil auf dem Detroiter Independent-Label Motor City Metal Records (MCM). Kurz darauf schaffte es die Band bei Liveauftritten um die 2.000 Fans zu versammeln. Die Erstauflage des Albums ist heute in Sammlerkreisen eine gesuchte Rarität, da es MCM nicht gelang, das Album in angemessener Auflage zu vertreiben.
Obwohl die Band für große Namen wie Manowar, Megadeth, oder Riot und sogar die Cro-Mags eröffnete, stagnierte die Karriere der Band, unter anderem wegen Line-up-Problemen und fehlender Promotion der Plattenfirma. Erst 1991 erschien das zweite Album No One Gets Out, gefolgt von Victims of the Night 1997, das eigentlich als Nachfolger des Debütalbums geplant war. Dann folgten 4.0 Tricks, Treats and Other Tales from the Crypt 2003 und Horror Fire 2006. 2012 wurde ihr Debütalbum von Pure Steel Records erneut aufgelegt und erstmals in Europa als LP und CD veröffentlicht. Vorige Versionen waren entweder Importe oder Bootlegs. Am 25. Februar 2012 erschien das bis dato letzte Werk der Band, das Album Terrortory.

## Bedeutung
Halloween gelten in der Speed-Metal-Szene als Kultband. Ihr Kultstatus in Europa begründet sich vor allem auf dem Debütalbum, das als Rarität gehandelt wird. Obwohl sich die Schreibweise unterscheidet, wurde die Band gelegentlich mit Helloween verwechselt, auch weil beide Bands einen Kürbiskopf im Logo führen. In Europa trat die Band unter anderem auf dem Keep It True 2004 und dem Headbangers Open Air 2008 auf.

## Diskografie

### Demos
- 1990: Vicious Demo
- 1990: No One Gets Out
- 1997: 1031 a Number of Things (Central City)
- 2004: Not Dead…in the Murder City

### Studioalben
- 1985: Don’t Metal with Evil (Motor City Metal Records)
- 1991: No One Gets Out (Motor City Metal Records)
- 1997: Victims of the Night (Molten Metal Productions)
- 2003: 4.0 – Tricks, Treats and Other Tales from the Crypt (Motor City Metal Records)
- 2006: Horror Fire (Motor City Metal Records)
- 2012: Terrortory (Motor City Metal Records)

### Singles und EPs
- 1984: Trick or Treat (Motor City Metal Records)
- 2006: E.vil P.ieces (Motor City Metal Records)

### Kompilationen
- 2008: 13 Tracks of Horror (Hard Rocker)